# Бендзимін
Бендзимін (пол. Będzymin) — село в Польщі, у гміні Журомін Журомінського повіту Мазовецького воєводства.
Населення — 306 осіб (2011).
У 1975-1998 роках село належало до Цехановського воєводства.

## Демографія
Демографічна структура станом на 31 березня 2011 року:
|          | Загалом | Допрацездатний вік | Працездатний вік | Постпрацездатний вік |
| -------- | ------- | ------------------ | ---------------- | -------------------- |
| Чоловіки | 151     | 36                 | 98               | 17                   |
| Жінки    | 155     | 35                 | 84               | 36                   |
| Разом    | 306     | 71                 | 182              | 53                   |